# Anne Thily
Anne Thily, née le 13 octobre 1937 à Hannut, est une magistrate belge.

## Biographie
En tant qu'avocate générale, Anne Thily a été fortement liée à l'enquête troublée sur l'assassinat du ministre André Cools.
Elle est la première femme à accéder au poste de Procureur général en Belgique quand, fortement appuyée par une partie du monde politique socialiste, elle est nommée à la cour d'appel de Liège le 30 mai 1996,.
Ses premiers mois à la tête de la cour d'appel de Liège voient successivement éclater l'affaire Dutroux, les rebondissements extraordinaires de l'affaire Cools, et la mise en cause de deux de ses avocats généraux, Marc de la Brassine et Franz-Jozef Schmitz, l'un accusé de main d'œuvre en séjour illégal, l'autre d'abus de confiance. 
En 2003, Véronique Ancia instruit le dossier SMAP dans lequel Anne Thily la défend puisque la validité de certains documents de l'accusation est remise en cause.  
Elle devient entre autres la principale force motrice dans la controversée séparation des dossiers instruits à Neufchâteau dans le cadre de l'affaire Dutroux, puis dans la relecture des dossiers X confiés par elle au juge Langlois, remplaçant du juge Connerotte. Elle se fait connaître de manière générale par sa stratégie d'évitement de l'explosion de son institution en accélérant les étapes pour arriver rapidement à des procès et sa gestion autoritaire de la cour d'appel de Liège est largement décriée,,,.
Fin 2004, Cédric Visart de Bocarmé lui succède.